# Пономарёва, Ксения Юрьевна
Ксе́ния Юрьевна Пономарёва (19 сентября 1961, Москва — 15 августа 2016, там же) — российский медиаменеджер, главный редактор газеты «Коммерсантъ» (1989—1992) и генеральный директор ОРТ (1997—1998).

## Биография

### Образование
В 1984 году окончила филологический факультет МГУ им. Ломоносова. Владела английским, польским, словацким, чешским и итальянским языками.

### Карьера
В 1984—1986 гг. преподавала русский язык и литературу в средней школе. В 1986—1988 гг. — преподаватель польского и словацкого языков в Дипломатической академии МИД СССР.
В 1988 году перешла на работу в информационное агентство «Факт», позднее преобразованное в издательский дом «Коммерсантъ». С 1990 по 1992 гг. — заместитель главного редактора в издательском доме «Коммерсантъ», заместитель главного редактора, главный редактор газеты «Коммерсантъ». По совместительству в 1989—1991 годах преподавала на кафедре журналистики Института молодёжи Госкомтруда РФ (бывшей Высшей комсомольской школы при ЦК ВЛКСМ).
В 1993—1994 гг. — главный редактор журнала «Ревизор». В 1994—1995 гг. — генеральный директор консалтинговой и имиджмейкерской компании АОЗТ «Схема-5», которая консультировала Бориса Березовского.
- 1995—1996 гг. — первый заместитель директора Информационного телевизионного агентства РГТРК «Останкино» (с 12 октября 1995 — ИТА после ликвидации РГТРК «Останкино» перешла в структуру ОРТ) впоследствии с 10 марта 1996 г. — Дирекции информационных программ ОРТ[5],
- 1996—1997 гг. — главный продюсер Дирекции информационных программ, директор Дирекции информационных программ, заместитель генерального директора АОЗТ «ОРТВ».

17 сентября 1997 года назначена на должность и. о. генерального директора ЗАО «Общественное российское телевидение» (ОРТ) по рекомендации Президента РФ Бориса Ельцина.
С октября 1997 по 15 сентября 1998 года (заявление об уходе написала в сентябре) возглавляла Первый канал в качестве генерального директора АОЗТ «ОРТВ» (с 12 февраля 1998 года — ОАО «ОРТ»).
В 2000 году работала заместителем руководителя предвыборного штаба Владимира Путина. В 2003 году вошла в совет директоров «Столичной вечерней газеты».
В 2004 году возглавляла предвыборный штаб кандидата Ивана Рыбкина и в качестве главы штаба, как писала газета «Новый взгляд», требовала закрыть предвыборный сайт Владимира Путина (putin2004).

### Последние годы жизни
В последние годы жизни тяжело болела.
Скончалась на 55-м году жизни 15 августа 2016 года. Похоронена на Николо-Архангельском кладбище.

### Семья
Имела сына и дочь.